# Каса Колон
Каса Колон је музеј и установа културе смештена у историјском кварту Вегета, у Лас Палмас де Гран Канарији, на Канарским острвима (Шпанија).
То је кућа с краја 16. века, данас јавни центар, који је припао на управљање Министарству културе, Задужбини културне баштине и Музеју Кабилдо. Простор је отворен 1951. године и представља један од заштитних симбола града. Делокруг рада овог центра је фокусиран на проучавање, истраживање и ширење историје Канарских острва и њихових односа са Америком. У њему се налазе музеј, библиотека и специјализовани студијски центар, као и различити простори за повремене активности као што су курсеви, семинари, конференције, изложбе, пројекције, концерти итд.

## Структура
Тренутна архитектонска структура музеја обухвата неколико кућа, од којих је једна део наводне старе владе гувернера, за коју се верује да ју је Кристофер Колумбо посетио током свог првог путовања, 1492. године, како би затражио помоћ за уређење брода Ла Пинта. На простору су вршене различите интервенције од 1950. године, чувајући оригиналне просторе који потичу из 16. века. Разне рестаурације, као и оригинални сачувани елементи, чине кућу јединственом зградом и симболом града Лас Палмас де Гран Канарија .
Музеј чине два велика дворишта и укупно тринаест сталних изложбених простора. У њима се архитектонски истичу спуштени плафони, лукови и стубови. Двориште, које има готички надгробни споменик, има ренесансне лукове, који потичу из пређашњег самостана Санто Доминго, уништеног нападима холандског корзета Питера ван дер Доа у 16. веку.

## Делови музеја
Фондови музеја подељени су у пет тематских области:

### Колумбо и његова путовања
Технолошки напредак и нови менталитет ренесансног човека допринеће тражењу нових рута које ће омогућити прелазак преко Атлантика и самим тим откривање новог света. Различите собе посетиоцу нуде ове информације на дидактички начин, кроз моделе, панеле и репрезентативне предмете тог историјског тренутка. Посетиоцима су доступне значке, наутичке карте, навигациони инструменти, каравеле и руте, као и реконструкција Адмиралове коморе.

### Канарска острва: стратешка тачка и база за експерименте у Новом свету
Пролазак Колумба кроз Канарска острва није био случајни догађај. Архипелаг се налази на положају који олакшава пловидбу ка западу. Овде ће се све експедиције зауставити да би набавиле залихе пре преласка Атлантика. Острва неће бити само место за заустављање у трци за Индију, већ и тржиште производа и извор емиграције. Многе породице са Канара се селе у Нови свет, због чега у често називани „ствараоци“.

### Америка пре открића
У крипти можемо видети информативне паное о америчким насељима, културним областима, народима претколумбијске Америке, као и савремену етнографску грађу, а све то употпуњују три збирке:
▪ Колекција оригиналних керамичких комада, попут зооморфних, антропоморфних фигурица, печата и предмета типичних за погребне церемоније.
▪ Разне представе састављене од репродукција астечких, мајанских и друих култура.
▪ Истакнути предмети, харпуни и стреле из 20. века, који припадају Јаномами култури.

### Острво Гран Канарија и град Лас Палмас де Гран Канарија
Соба посвећена острву Гран Канарија показује велики модел острва, праћен историјском картографијом архипелага, који омогућава посетиоцима да лоцирају градове у њиховом географском окружењу. Формирање и еволуција престонице острва, од 15. до 19. века, приказана је у соби Лас Палмас де Гран Канарија, кроз урбане плотове, моделе и графичку документацију.

### Сликарство од 16. до 20. века
Из 16. века потичу четири фламске табле, чије порекло нас упућује на постојање трговине шећером, коју је архипелаг одржавао у овом периоду са Фландријом.
Посебно место у музеју заузима и слика Хосеа де Паеза на којој су представљени Девица и дете Исус Назарећанин.
Портрет Карлоса Марије Ескуивела заслужује посебан напомен, као и различита дела Еугенија Лукаса Веласкеса, Мануела Кабрала и Фердинанда Хајлбута, између осталих.
Ова изложба се завршава сликама које су направили канарски уметници с краја 19. и почетка 20. века.